# Obal (Düna)
Der Fluss Obal (belarussisch Обаль; russisch Оболь Obol) ist ein rechter Nebenfluss der Düna.
Er entsteht in der Nähe des Orts Jesjaryschtscha (russ. Jeserischtsche) als Abfluss aus dem gleichnamigen 16,6 km² großen Sees Jesjaryschtscha, unweit der Grenze zwischen Belarus und Russland. Er durchfließt die nordbelarussischen Bezirke Haradok und Schumilina und mündet nach windungsreichem Verlauf auf  148 km Länge etwa 20 km oberhalb von Polazk (Polozk) in die Düna. Dabei berührt er die gleichnamige Stadt Obal (Stadt).
Er entwässert ein Areal von 2690 km².